# Кернвілл (Каліфорнія)
Кернвілл (англ. Kernville) — переписна місцевість (CDP) в США, в окрузі Керн штату Каліфорнія. Населення — 1549 осіб (2020).

## Географія
Кернвілл розташований за координатами 35°45′20″ пн. ш. 118°25′58″ зх. д. / 35.75556° пн. ш. 118.43278° зх. д. (35.755560, -118.432752).  За даними Бюро перепису населення США в 2010 році переписна місцевість мала площу 32,83 км², з яких 32,03 км² — суходіл та 0,80 км² — водойми.

### Клімат
| Клімат : Кернвілл     | Клімат : Кернвілл | Клімат : Кернвілл | Клімат : Кернвілл | Клімат : Кернвілл | Клімат : Кернвілл | Клімат : Кернвілл | Клімат : Кернвілл | Клімат : Кернвілл | Клімат : Кернвілл | Клімат : Кернвілл | Клімат : Кернвілл | Клімат : Кернвілл | Клімат : Кернвілл |
| Показник              | Січ.              | Лют.              | Бер.              | Квіт.             | Трав.             | Черв.             | Лип.              | Серп.             | Вер.              | Жовт.             | Лист.             | Груд.             | Рік               |
| Середній максимум, °C | 13,9              | 17,2              | 20,6              | 25,6              | 29,4              | 35,6              | 39,4              | 37,8              | 34,4              | 27,8              | 20,0              | 15,6              | 26,7              |
| Середній мінімум, °C  | −0,6              | 2,2               | 5,0               | 9,4               | 13,3              | 18,3              | 22,2              | 20,6              | 16,7              | 10,6              | 3,3               | −0,6              | 10,0              |
| Норма опадів, мм      | 86                | 91                | 56                | 43                | 10                | 3                 | 3                 | 10                | 8                 | 8                 | 46                | 64                | 427               |
| --------------------- | ----------------- | ----------------- | ----------------- | ----------------- | ----------------- | ----------------- | ----------------- | ----------------- | ----------------- | ----------------- | ----------------- | ----------------- | ----------------- |
| Джерело: Weatherbase  |                   |                   |                   |                   |                   |                   |                   |                   |                   |                   |                   |                   |                   |

## Демографія
Згідно з переписом 2010 року, у переписній місцевості мешкало 1395 осіб у 723 домогосподарствах у складі 397 родин. Густота населення становила 42 особи/км².  Було 1072 помешкання (33/км²).
Расовий склад населення:
| - 90,1 % — білих - 1,4 % — корінних американців - 0,5 % — азіатів - 0,1 % — чорних або афроамериканців - 2,4 % — осіб інших рас |

До двох чи більше рас належало 5,6 %. Частка іспаномовних становила 5,9 % від усіх жителів.
За віковим діапазоном населення розподілялося таким чином: 13,2 % — особи молодші 18 років, 56,8 % — особи у віці 18—64 років, 30,0 % — особи у віці 65 років та старші. Медіана віку мешканця становила 55,8 року. На 100 осіб жіночої статі у переписній місцевості припадало 97,3 чоловіків;  на 100 жінок у віці від 18 років та старших — 98,9 чоловіків також старших 18 років.
Середній дохід на одне домашнє господарство  становив 61 411 долар США (медіана — 49 767), а середній дохід на одну сім'ю — 81 812 долари (медіана — 59 828). За межею бідності перебувало 10,5 % осіб, у тому числі 0,0 % дітей у віці до 18 років та 4,7 % осіб у віці 65 років та старших.
Цивільне працевлаштоване населення становило 581 осіб. Основні галузі зайнятості: сільське господарство, лісництво, риболовля — 20,7 %, освіта, охорона здоров'я та соціальна допомога — 19,8 %, роздрібна торгівля — 15,8 %.